# Margareta de Burgundia
Margareta de Burgundia (franceză Marguerite de Bourgogne) (n. 1290 – d. aprilie 1315, Château-Gaillard⁠(d), Haute-Normandie, Franța) a fost prima soție a regelui Ludovic al X-lea al Franței.

## Biografie
Margareta a fost prințesă a Casei de Burgundia, o ramură a Dinastiei Capețiene. A fost fiica cea mare a lui Robert al II-lea, Duce de Burgundia (1248–1306) și a Agnes a Franței (1260–1327). Mama ei a fost fiica cea mică a regelui Ludovic al IX-lea al Franței și a reginei Margareta de Provence.
În 1305, Margareta s-a căsătorit cu Ludovic I, rege al Navarei, care în 1314 a accedat la tronul Franței sub numele de Ludovic al X-lea al Franței. Ei au avut o fiică, Ioana (1312 - 1349).
La începutul anului 1314, Margareta ar fi fost prinsă într-un act de adulter în Afacerea din Tour de Nesle. Cumnata ei Isabela a Franței a fost martor împotriva ei, iar Margareta a fost închisă în ultimii doi ani de viață împreună cu cumnata ei Blanche de Burgundia. Margareta a fost închisă la Chateau Gaillard unde din cauza condițiilor proaste a răcit și a murit.
Fiica Margaretei, Ioana, a devenit regină domnitoare a Navarei sub numele de Ioana a II-a (1311–1349). Paternitatea ei a fost sub semnul întrebării din cauza adulterului mamei ei.